# Universidad Libre de Córdoba
La Universidad Libre de Córdoba —literalment en català universitat lliure de Còrdova— fou una institució d'ensenyament universitari fundada el 1870, que va obrir les portes en 1874 i que, com a tal, va deixar d'existir el 1878. Promoguda per la Diputació de Còrdova va ser el germen que anys més tard donaria lloc, ja al segle xx, a la creació de la Universitat de Còrdova.
El 21 d'octubre de 1868, el ministre de Foment Ruiz Zorrilla promulgava mitjançant decret la llibertat docent, alhora que declarava: «l'ensenyament és lliure en tots els seus graus i qualsevol que sigui la seva classe»; pel que s'autoritzava la fundació lliure de centres d'ensenyament. El gener de 1869, un altre decret autoritzava a les diputacions provincials i als ajuntaments a fundar lliurement amb fons propis tota classe d'establiments d'ensenyament. A la calor d'aquest decret van sorgir diversos centres en nombrosos llocs, i fins i tot alguna universitat, com la Lliure de Còrdova.
La Diputació Provincial de Còrdova la va crear per acord del 15 d'octubre de 1870.
Hi va comptar amb les aportacions de destacades personalitats cordoveses de l'època, científics i gents relacionades amb la docència i la cultura com León Torrellas i de don Rafael Anchelerga. Comprenia les Facultats de Dret i Medicina.
La Facultat de Medicina, encara en el seu curt període d'existència, va tenir una activitat molt destacada a la Universitat Lliure de Còrdova. La seva instal·lació va tenir lloc a l'Hospital de Agudos del Cardenal Salazar i a la Casa de Parturientas, establiments benèfics tots dos, dependents de la Corporació Provincial.
El reglament de la universitat, redactat el 23 d'agost de 1871 es va publicar en 1873, incloent una addició del 7 de novembre de 1871 relativa a la titularitat de les places de càtedra i alguns aspectes relatius al seu finançament. El reglament consta de 162 articles i s'ocupava de tota la problemàtica que pot presentar un centre docent, dedicant gran part del seu articulat a l'exposició i organització dels ensenyaments pràctics a realitzar. El règim d'ensenyament que se seguia era similar en tot al que regia als centres d'ensenyament estatals de l'època. La Facultat de Medicina abastava vint-i-tres assignatures obligatòries. La sistemàtica relativa a l'ingrés en la Facultat, matriculacions, durada dels cursos acadèmics, exàmens i exercicis de grau és exactament la mateixa que se seguia en la resta de facultats que depenien de l'Estat.
La Universitat Lliure va tancar definitivament les seves portes en 1878 davant la falta de fons per al seu manteniment i les convulsions polítiques de l'època després de la finalització del sexenni revolucionari (1868 - 1874).